# Тайна чёрного короля
«Тайна чёрного короля» — советский мультипликационный фильм 1964 года. Заказной фильм-плакат о противопожарной безопасности. Первая режиссёрская работа Давида Черкасского.

## Сюжет
В одном из домов вечером случился пожар, который удалось благополучно потушить. После этого в здании появляются двое детективов, которые расследуют причины произошедшего. Они находят несколько улик — примус, прожжённые утюгом штаны, сам утюг и пустую канистру из-под бензина, а уже на улице у остановки подбирают шахматную фигурку — чёрного короля. Становится ясно, что потенциального виновника нужно искать среди шахматистов.
На следующий день детективы приходят в городской парк культуры и отдыха, где в это время проходит турнир по шахматам, и начинают поиски подозреваемого. Их старания увенчиваются успехом — у одного шахматиста в наборе нет фигурки. Тот, поняв, что попался, вынужден рассказать детективам обо всём, что случилось тогда.
Как оказалось, в тот вечер, когда произошёл пожар, в доме на электрощитке выбило предохранитель, что привело к отключению света. Но виновник пожара проявил находчивость, поставив вместо выбитого предохранителя самодельный «жучок». Свет включился, и все жители дома вернулись к своим делам. Потом у одной из хозяек, жарившей рыбу на примусе, закончился керосин, и она вместо него залила в примус бензин, а канистру поставила в коридоре под электрощитком. Сам же герой этой истории в это время гладил штаны утюгом, и тут к нему пришёл приятель. Хозяин достал шахматы и предложил гостю разыграть партию, забыв об утюге. Они оба так увлеклись игрой, что хозяин вспомнил об утюге уже тогда, когда в квартире запахло дымом. Он бросился выключать утюг, но не успел — перепада напряжения в утюге электросеть не выдержала, и свет в доме вновь погас. Далее он в полной темноте вышел из квартиры и на ощупь пошёл к щитку, но нечаянно задел канистру, она опрокинулась и всё её содержимое вылилось на пол. А виновник пожара тут же зажёг спичку, чтобы при свете огонька осмотреть щиток, и разлившийся бензин вспыхнул.
После окончания рассказа, детективы перевоплощаются в пожарных, и на экране появляется предупреждающая надпись:
Товарищи! Несоблюдение противопожарных правил приводит к несчастным случаям. Будьте внимательны!

## Награды
- На Международном фестивале анимационных фильмов в Мамайе (Румыния) был удостоен поощрительной премии «За лучший дебют»[2].

Французский журнал «Синема» (фр. Cinéma), освещавший фестиваль, отметил, что его авторов особенно поразил мультфильм с Украины, сделанный в жёлто-чёрных тонах, очень похожий на югославскую мультипликацию.

## Создатели
| авторы сценария           | Алексей Замостьев, Василий Замараев                                                                                               |
| режиссёры                 | Сергей Шварцзойд, Давид Черкасский                                                                                                |
| художник-постановщик      | Радна Сахалтуев |
| композитор                | Филипп Бриль |
| оператор                  | Анатолий Гаврилов |
| звукооператор             | Ирина Чефранова |
| редактор                  | Тадеуш Павленко |
| художники-мультипликаторы | Эдуард Кирич, Александр Жуковский, Владимир Гончаров, Владимир Дахно, Нина Чернова, Давид Черкасский, В. Дёмкин, Ефрем Пружанский |